# مارييل أمانت
مارييل أمانت (بالفرنسية: Marielle Amant)‏ مواليد 9 ديسمبر 1989 في مارتينيك، هي لاعبة كرة سلة فرنسية. تلعب في الدوري الفرنسي لكرة السلة للسيدات كلاعب وسط. يبلغ طولها 6 قدم 3 بوصة (1.9 م). مثلت منتخب بلادها. شاركت في دورة الألعاب الأولمبية الصيفية سنة 2016.

## سجل المنافسة
شاركت في المنافسات التالية:
- الألعاب الأولمبية الصيفية 2016
- كأس العالم لكرة السلة للسيدات 2014

## روابط خارجية
- مارييل أمانت على موقع الاتحاد الدولي لكرة السلة (الإنجليزية)
- مارييل أمانت على موقع كرة السلة الأوروبية.كوم (الإنجليزية)
- مارييل أمانت على موقع بروبوليرز (الإنجليزية)
- مارييل أمانت على موقع سبورتس رفرنس (الإنجليزية)
- مارييل أمانت على موقع اللجنة الأولمبية الدولية (الإنجليزية)
- مارييل أمانت على موقع أوليمبيديا (الإنجليزية)
- مارييل أمانت على موقع اللجنة الأولمبية الفرنسية (مؤرشف) (الفرنسية)